# Theodore Aylward Sr.
Pour les articles homonymes, voir Aylward.
Theodore Aylward l'ancien (né en 1730 et mort en 1801) est un organiste anglais du XVIIIe siècle.
Il est successivement organiste de St Lawrence Jewry et de l'église Saint-Michael, Cornhill (1769–1781) à Londres et de la chapelle Saint-Georges de Windsor (1788–1801). En plus de ces trois engagements, il est professeur Gresham de musique (1771–1801). On le confond souvent avec son petit-fils Theodore Aylward Jr., parfois organiste et maître des choristes de la cathédrale de Chichester.